# 白臀葉猴
紅腿白臀葉猴（學名：Pygathrix nemaeus）是一種全身色彩極其豐富的猴科動物，所以也被稱爲黃面葉猴、毛臀葉猴、七彩葉猴。紅腿白臀葉猴的外表像一個上身灰色，下身黑色的佛陀，膝部到踝部是栗紅色，前臂則是白色，手腳為黑色，面部為金色，眼簾部為粉藍色，尾巴則為白色，基部有一個白色的三角區域。此外，雄性紅腿白臀葉猴的外生殖器為紅白色。
紅腿白臀葉猴棲息在樹上，在日間活動。

## 棲息地
紅腿白臀葉猴分佈于東南亞的越南、柬埔寨、老撾以及中國西南部。從平原到2,000米的落葉林、雨林山地都能見到它們的身影。

## 身體特徵
紅腿白臀葉猴身體瘦長，身高為61-76釐米，尾長56-76釐米，雄性比雌性稍大。雄性紅腿白臀葉猴體重可達7公斤，雌性可達5公斤，身體顔色沒有顯著區別。

## 習性與繁殖
紅腿白臀葉猴是群居動物，其種群數量一般為4到15隻，最多可達50隻。每個群體中至少包括一頭成年的雄性白臀葉猴，内部有嚴格的等級制度，雄性居於統治地位。
紅腿白臀葉猴使用手臂和腿在樹林中活動，它們的動作非常靈活，可以在樹枝閒跳躍6米以上。
在野外非常難觀察到，因此有關紅腿白臀葉猴的資料十分稀少。在交配前，公猴和母猴都要伸出下巴，揚起眉毛，搖着腦袋，發出求偶信號。交配一般在每年的八月到十二月。孕期為165到190天，每胎產一仔，極少兩仔以上。幼猴出生時眼睛就會睜開，體色比成年時淺，大約10個月后接近成年的顔色。
雌性4年達到性成熟期，雄性為4-5年。平均壽命約為25年。

## 保育情況
紅腿白臀葉猴被IUCN列入瀕危物種的紅色列表，以及CITES的附录I中。
- 中国国家重点保护动物等级：1級

## 亚种
- 紅腿白臀葉猴指名亚种（学名：Pygathrix nemaeus nemaeus），Linnaeus于1771年命名。在中国大陆，分布于海南等地。该物种的模式产地在越南。[2]

## 外部連結
- ARKive - 白臀葉猴的圖片和視頻